# Paweł Pater
Paweł Pater (ur. w 1656 w Wierzbowie na Spiszu (dziś Vrbov), zm. 7 grudnia 1724 w Gdańsku) – polski matematyk, astronom i teoretyk drukarstwa.

## Życiorys
Jego ojciec Paweł był duchownym luterańskim. Pierwsze nauki pobierał w szkole w Kieżmarku. W 1679 ukończył Gimnazjum św. Marii Magdaleny we Wrocławiu, gdzie przeniósł się z rodzicami pod wpływem prześladowań religijnych. W czasie nauki w nim pracował jako księgarz. Dzięki pięcioletniemu stypendium Rady Miejskiej, w latach 1680-1685 studiował w Lipsku i Jenie, gdzie uzyskał stopień magistra filozofii. W marcu 1681 wystąpił w Jenie z pierwszą dysputą astronomiczną o komecie Lunam in cruce visam. Po ukończeniu studiów był prywatnym nauczycielem w Niemczech i Holandii. 
18 marca 1688 został profesorem Gimnazjum Akademickiego w Toruniu. Wykładał matematykę, w mniejszym zakresie także retorykę, geografię, astronomię, mechanikę, architekturę i praktyczne ćwiczenia techniczne. W swoich wykładach upowszechniał treść dzieł Francisa Bacona, Galileusza, Jana Amosa Komeńskiego, Mikołaja Kopernika, Johna Locke'a i Isaaca Newtona. W nauczaniu stosował metodę poglądową. Postulował łączenie pokrewnych przedmiotów w blokach tematycznych, popierał kształcenie dziewcząt i niezamożnej młodzieży. Oprócz rozpraw matematycznych, astronomicznych i teologicznych podczas pobytu w Toruniu pisał także panegiryki i sztuki w języku niemieckim dla teatru szkolnego, w których opiewał astronomię i zwycięstwa Jana III Sobieskiego (Als auf dem Königlichen Schloss der Residenz-Stadt Warschau das Beilager Hocherlauchter Personen glücklich angestellet… wurde - premiera w 1691, Das triumphirende Alter unter dem Bilde z 1695). Był opiekunem szkolnej typografii, w której od 1698 publikował opracowywane przez siebie kalendarze, w których poruszał tematy naukowe i dydaktyczne. Wykorzystywał kalendarze do zwalczania przesądów w rodzaju historii o bazyliszku i wiary w przepowiednie astrologiczne. 28 stycznia 1703 August II Mocny nadał mu przywilej wyłączności druku kalendarzy na północną Polskę. W ramach podziękowania Pater podarował królowi lunetę wykonaną przez jednego z jego uczniów. 
W związku z wybuchem wojny północnej postanowił powrócić do Wrocławia. Po wyjeździe z Torunia na początku 1704 udał się jednak najpierw do Gdańska, chcąc zapoznać się z tamtejszą biblioteką. Za namową młodzieży, podjął się tam prywatnego nauczania drukarstwa i innych umiejętności technicznych. 3 października 1704 uzyskał zwolnienie z pracy w Gimnazjum Akademickim w Toruniu. Nie otrzymał zgody na otwarcie drukarni w Gdańsku ani Toruniu, gdzie zamierzał przenieść drukarnię Eliasza Kopijewicza, z którą współpracował. Od 25 września 1705 był profesorem matematyki Gdańskiego Gimnazjum Akademickiego. W ramach zajęć uczył także mechaniki, geografii, architektury i astronomii. Prawdopodobnie brał udział w rozbudowie fortyfikacji miejskich, m.in. ułożył wiersz z okazji remontu obwarowań twierdzy Wisłoujście w 1721, umieszczony na zdobiącej jej mury tablicy pamiątkowej. Od 1706 do śmierci ponownie publikował kalendarze (od 1715 - po polsku).
Dzięki wsparciu Augusta II w 1707 Pater otworzył w Gdańsku jedną z pierwszych w Polsce szkół technicznych. Szkoła posiadała własny internat. Zapewniała swoim absolwentom dyplom czeladnika. Od 1711 posiadała własną drukarnię. W 1721 część wyposażenia drukarni Pater sprzedał Bazylemu Korwinowi Quassowowi z Królewca, który drukował kalendarze po polsku i niemiecku. Posiadał także przywilej na drukowanie książek po rosyjsku, ale go nie wykorzystywał. Resztę sprzętu kupił w 1732 rajca gdański Seelmann i przeniósł drukarnię do Wrzeszcza.
Został pochowany w kościele św. Trójcy w Gdańsku (grób obecnie nie istnieje).

## Upamiętnienie
Jest patronem tramwaju Pesa Swing 120NaG SWING Gdańskich Autobusów i Tramwajów o numerze bocznym 1027.

## Ważniejsze publikacje naukowe
- Doctrinae morales palaephati incredibilia (Frankfurt 1687) – komentarz do dzieła niderlandzkiego humanisty Corneliusa Tolliusa Palaephati incredibilia
- Pythagorae Symbolae sive arcana moralia (Frankfurt 1687) – problematyka matematyczna i etyczna
- Catastrophe sive excidium Neapolitanum (Toruń 1688) – o trzęsieniach Ziemi
- Coniunctio Solis et Veneris (Toruń 1690) – o koniunkcji Słońca i Wenus
- Chorographiae et topographiae ductu tabularum publicarum (Gdańsk 1705) – o topografii, geografii historycznej i historii
- Beschreibung von Erschein (Gdańsk 1706) – o zorzy polarnej
- Mechanischer Vorschlag (Gdańsk 1714) – program naukowy szkoły technicznej
- Wunder des Himmels (Gdańsk 1714) – o ruchach planet
- Astrologia Perska (Gdańsk 1720)
- Dissertatio de Mari Caspio (Gdańsk 1723) – o Morzu Kaspijskim